# Paradoks Skolema
Paradoks Skolema – pozorna sprzeczność dotycząca teorii mnogości wynikająca z twierdzenia Löwenheima-Skolema. Jego autorem jest norweski logik Thoralf Skolem.

## Paradoks Skolema
Zgodnie z twierdzeniem Löwenheima-Skolema każdy system aksjomatyczny zbudowany w oparciu o logikę pierwszego rzędu posiadający modele nieskończone ma modele przeliczalne. Teoria mnogości Zermela-Fraenkla jest przykładem takiego właśnie systemu. Jednakże zgodnie z dającym się w tym systemie udowodnić twierdzeniem Cantora istnieją zbiory nieprzeliczalne.

## Brak rzeczywistej sprzeczności
Paradoks Skolema nie jest rzeczywistą sprzecznością, gdyż przeliczalność modelu teorii mnogości nie implikuje przeliczalności wszystkich elementów uniwersum tego modelu.
Zbiory nieprzeliczalne w przeliczalnym modelu, którego istnienie gwarantuje twierdzenie Löwenheima-Skolema są obiektami, dla których nie istnieje (w rozpatrywanym modelu) bijekcja ze zbiorem liczb naturalnych. Brak takiej bijekcji w danym modelu nie oznacza, że nie ma jej w innym.

## Wnioski
Paradoks Skolema wskazuje na fakt, że systemy aksjomatyczne mogą mieć (i faktycznie mają) wiele różnych modeli spełniających aksjomaty.
Powszechnie uważa się, że podstawą intuicji matematycznej kryjącej się za aksjomatyką teorii mnogości jest model nieprzeliczalny.